# Shkëmbi i Kavajës
Shkëmbi i Kavajës är ett berg i Albanien. Det ligger i prefekturen Qarku i Durrësit, i den centrala delen av landet, 26 km väster om huvudstaden Tirana. 
Berget ligger cirka 6 km norr om staden Kavaja och cirka 8 km söder om Durrës och namnet betyder ungefär "Kavajaklippan". På västra sidan, mot havet, är det ett högt stup. 